# 安田暁
安田 暁（やすだ あきら、1972年11月28日 - ）は、京都府出身の俳優。

## 主な出演作品

### 映画
- サトラレ（2001年）
- 富江 re-birth（2003年）
- ジェニファ 涙石の恋（2004年）
- 頭文字D THE MOVIE（2004年）
- 手紙（2006年）
- アンフェア the movie（2007年）
- 探偵はBARにいる（2011年） - チンピラ 役

### テレビドラマ
- ミステリーな夜 安楽椅子探偵登場（1999年10月、朝日放送）
- 危険な関係（1999年10月-12月、フジテレビ）
- 平成夫婦茶碗（2000年1月-3月、日本テレビ）
- お登勢（2001年4月-6月、NHK）
- ちゅらさん（2001年5月-9月、NHK）
- 緑のクリスマス（2002年12月23日、NHK）
- こころ（2003年4月-5月、NHK）
- 火曜サスペンス劇場「弁護士・朝日岳之助19」死亡時刻の罠（2003年5月20日、日本テレビ）
- WATER BOYS（2003年7月-9月、フジテレビ）
- NHKスペシャル「感染爆発〜パンデミック・フルー」（2008年1月、NHK）

### 舞台
- ジャングル★ブック（1997年2月）
- HEART（1998年1月）
- Funny day（1998年10月）
- ライアー・ガール（2002年8月）